# Lista de campeões do WEC

## Histórico de títulos

### Super pesado
A partir 120 kg
| Nº                                                                    | Nome         | Data                        | Local    | Oponente                | Defesas                            |
| --------------------------------------------------------------------- | ------------ | --------------------------- | -------- | ----------------------- | ---------------------------------- |
| 1                                                                     | Ron Waterman | 9 de agosto de 2003 (WEC 7) | Lemoore, | Nocauteou James Nevarez | 1. Venceu Ricco Rodriguez (WEC 16) |
| Em dezembro de 2006, o título vagou após a Zuffa comprar organização. |              |                             |          |                         |                                    |

### Peso pesado
de 93 até 120 kg 
| Nº                                                                                   | Nome        | Data                           | Local    | Oponente                   | Defesas                                  |
| ------------------------------------------------------------------------------------ | ----------- | ------------------------------ | -------- | -------------------------- | ---------------------------------------- |
| 1                                                                                    | James Irvin | 21 de outubro de 2004 (WEC 12) | Lemoore, | Nocauteou Houssain Oushani | 1. Nocauteou Doug Marshall (WEC 15)      |
| James Irvin abdicou do título para buscar novos desafios apenas no peso meio-pesado. |             |                                |          |                            |                                          |
| 2                                                                                    | Brian Olsen | 13 de janeiro de 2006 (WEC 18) | Lemoore, | Finalizou Lavar Johnson    | 1. Desqualificação de Mike Kyle (WEC 20) |
| Em dezembro de 2006, o título vagou após a Zuffa comprar organização.                |             |                                |          |                            |                                          |

### Peso meio-pesado
de 84 a 93 kg 
| Nº | Nome           | Data                           | Local      | Oponente                  | Defesas                                                                     |
| --- | -------------- | ------------------------------ | ---------- | ------------------------- | --------------------------------------------------------------------------- |
| 1 | Frank Shamrock | 27 de março de 2003 (WEC 6)    | Lemoore,   | Finalizou Bryan Pardoe    |                                                                             |
| Em agosto de 2003, Frank Shamrock abdicou do título ao assinar com o Strikeforce.                            |                |                                |            |                           |                                                                             |
| 2 | Jason Lambert  | 22 de janeiro de 2005 (WEC 13) | Lemoore,   | Nocauteou Richard Montoya |                                                                             |
| Em outubro de 2005, Jason Lambert abdicou do título ao assinar com o UFC.                                    |                |                                |            |                           |                                                                             |
| 3 | Scott Smith    | 14 de outubro de 2005 (WEC 17) | Lemoore,   | Nocauteou Tait Fletcher   | 1. Nocauteou Justin Levens (WEC 18)                                         |
| Em maio de 2006, Scott Smith abdicou do título ao assinar com o UFC para participar do The Ultimate Fighter. |                |                                |            |                           |                                                                             |
| 4 | Lodune Sincaid | 5 de maio de 2006 (WEC 20)     | Lemoore,   | Finalizou Dan Molina      |                                                                             |
| 5 | Doug Marshall  | 17 de agosto de 2006 (WEC 23)  | Lemoore,   | Nocauteou Lodune Sincaid  | 1. Nocauteou Justin McElfresh (WEC 27) 2. Finalizou Ariel Gandulla (WEC 31) |
| 6 | Brian Stann    | 26 de março de 2008 (WEC 33)   | Las Vegas, | Nocauteou Doug Marshall   |                                                                             |
| 7 | Steve Cantwell | 3 de agosto de 2008 (WEC 35)   | Las Vegas, | Venceu Brian Stann        |                                                                             |
| Em 3 de dezembro de 2008, o título vagou após a divisão ser absorvida pelo UFC.                              |                |                                |            |                           |                                                                             |

### Peso médio
de 77 até 84 kg
| Nº | Nome        | Data                          | Local      | Oponente               | Defesas                            |
| --- | ----------- | ----------------------------- | ---------- | ---------------------- | ---------------------------------- |
| 1 | Chris Leben | 16 de janeiro de 2004 (WEC 9) | Lemoore,   | Nocauteou Mike Swick   |                                    |
| Chris Leben abdicou do título ao assinar com o UFC para participar do The Ultimate Fighter.                                           |             |                               |            |                        |                                    |
| 2 | Joe Riggs   | 19 de maio de 2005 (WEC 15)   | Lemoore,   | Nocauteou Rob Kimmons  |                                    |
| Em dezembro de 2006, o título vagou após a Zufffa comprar a organização.                                                              |             |                               |            |                        |                                    |
| 3 | Paulo Filho | 5 de agosto de 2007 (WEC 29)  | Las Vegas, | Nocauteou Joe Doerksen | 1. Finalizou Chael Sonnen (WEC 31) |
| No WEC 36, Chael Sonnen não pode se tornar campeão com a vitória sobre Paulo Filho, porque o seu rival ficou acima do peso permitido. |             |                               |            |                        |                                    |
| Em 3 de dezembro de 2008, o título vagou após a divisão ser absorvida pelo UFC.                                                       |             |                               |            |                        |                                    |

### Peso meio-médio
70 a 77 kg
| Nº                                                                              | Nome          | Data                           | Local      | Oponente                | Defesas |
| ------------------------------------------------------------------------------- | ------------- | ------------------------------ | ---------- | ----------------------- | --- |
| 1                                                                               | Nick Diaz     | 27 de março de 2003 (WEC 6)    | Lemoore,   | Finalizou Joe Hurley    | |
| Nick Diaz abdicou do título para lutar exclusivamente no UFC.                   |               |                                |            |                         | |
| 2                                                                               | Shonie Carter | 17 de outubro de 2003 (WEC 8)  | Lemoore,   | Venceu J.T. Taylor      | |
| 3                                                                               | Karo Parisyan | 21 de maio de 2004 (WEC 10)    | Lemoore,   | Venceu Shonie Carter    | |
| Karo Parisyan abdicou do título para lutar exclusivamente no UFC.               |               |                                |            |                         | |
| 4                                                                               | Mike Pyle     | 14 de outubro de 2005 (WEC 17) | Lemoore,   | Finalizou Bret Bergmark | 1. Finalizou Shonie Carter (WEC 18)                                                                         |
| Em dezembro de 2006, o título vagou após a Zuffa comprar a organização.         |               |                                |            |                         | |
| 5                                                                               | Carlos Condit | 24 de março de 2007 (WEC 26)   | Las Vegas, | Finalizou John Alessio  | 1. Finalizou Brock Larson (WEC 29) 2. Finalizou Carlo Prater (WEC 32) 3. Nocauteou Hiromitsu Miura (WEC 35) |
| Em 3 de dezembro de 2008, o título vagou após a divisão ser absorvida pelo UFC. |               |                                |            |                         | |

### Peso leve
66 a 70 kg
| Nº                                                                            | Nome             | Data                             | Local        | Oponente                 | Defesas                                                              |
| ----------------------------------------------------------------------------- | ---------------- | -------------------------------- | ------------ | ------------------------ | -------------------------------------------------------------------- |
| 1                                                                             | Gilbert Melendez | 21 de maio de 2004 (WEC 10)      | Lemoore,     | Nocauteou Olaf Alfonso   |                                                                      |
| Melendez abdicou do título para lutar em outros eventos.                      |                  |                                  |              |                          |                                                                      |
| 2                                                                             | Gabe Ruediger    | 21 de outubro de 2004 (WEC 12)   | Lemoore,     | Finalizou Olaf Alfonso   | 1. Finalizou Jason Maxwell (WEC 14) 2. Venceu Sam Wells (WEC 17)     |
| 3                                                                             | Hermes França    | 17 de março de 2005 (WEC 19)     | Lemoore,     | Nocauteou Gabe Ruediger  | 1. Finalizou Brandon Olsen (WEC 21) 2. Finalizou Nate Diaz (WEC 24)  |
| Em dezembro de 2006, o título vagou após a Zuffa comprar a organização.       |                  |                                  |              |                          |                                                                      |
| 4                                                                             | Rob McCullough   | 20 de janeiro de 2007 (WEC 25)   | Las Vegas,   | Nocauteou Kit Cope       | 1. Nocauteou Richard Crunkilton (WEC 30)                             |
| 5                                                                             | Jamie Varner     | 13 de fevereiro de 2008 (WEC 32) | Albuquerque, | Nocauteou Rob McCullough | 1. Nocauteou Marcus Hicks (WEC 35) 2. Venceu Donald Cerrone (WEC 38) |
| Int.                                                                          | Ben Henderson    | 10 de outubro de 2009 (WEC 43)   | San Antonio, | Venceu Donald Cerrone    |                                                                      |
| 6                                                                             | Ben Henderson    | 10 de janeiro de 2010 (WEC 46)   | Sacramento,  | Finalizou Jamie Varner   | 1. Finalizou Donald Cerrone (WEC 48)                                 |
| 7                                                                             | Anthony Pettis   | 16 de dezembro de 2010 (WEC 53)  | Arizona,     | Venceu Ben Henderson     |                                                                      |
| Em 3 de dezembro de 2008, título vagou após a divisão ser absorvida pelo UFC. |                  |                                  |              |                          |                                                                      |

### Peso pena
61 a 66 kg
| Nº | Nome          | Data                            | Local      | Oponente                | Defesas |
| --- | ------------- | ------------------------------- | ---------- | ----------------------- | --- |
| 1 | Cole Escovedo | 18 de outubro de 2002 (WEC 5)   | Lemoore,   | Finalizou Philip Perez  | 1. Nocauteou Anthony Hamlett (WEC 8) |
| 2 | Urijah Faber  | 17 de março de 2006 (WEC 19)    | Lemoore,   | Nocauteou Cole Escovedo | 1. Nocauteou Joe Pearson (WEC 25) 2. Finalizou Dominick Cruz (WEC 26) 3. Finalizou Chance Farrar (WEC 28) 4. Finalizou Jeff Curran (WEC 31) 5. Venceu Jens Pulver (WEC 34) |
| 3 | Mike Brown    | 5 de novembro de 2008 (WEC 36)  | Hollywood, | Nocauteou Urijah Faber  | 1. Finalizou Leonard Garcia (WEC 39) 2. Venceu Urijah Faber (WEC 41) |
| 4 | José Aldo     | 18 de novembro de 2009 (WEC 44) | Las Vegas, | Nocauteou Mike Brown    | 1. Venceu Urijah Faber (WEC 48) 2. Nocauteou Manvel Gamburyan (WEC 51) |
| Em 20 de novembro de 2010, José Aldo foi promovido a primeiro campeão do peso pena do UFC, devido a fusão dos eventos. |               |                                 |            |                         | |

### Peso galo
57 a 61 kg
| Nº | Nome           | Data                             | Local        | Oponente                   | Defesas                                                                                                  |
| --- | -------------- | -------------------------------- | ------------ | -------------------------- | --- |
| 1 | Eddie Wineland | 5 de maio de 2006 (WEC 20)       | Lemoore,     | Nocauteou Antonio Banuelos | |
| 2 | Chase Beebe    | 24 de março de 2007 (WEC 26)     | Las Vegas,   | Venceu Eddie Wineland      | 1. Venceu Rani Yahya (WEC 30)                                                                            |
| 3 | Miguel Torres  | 13 de fevereiro de 2008 (WEC 32) | Albuquerque, | Finalizou Chase Beebe      | 1. Nocauteou Yoshiro Maeda (WEC 34) 2. Nocauteou Manny Tapia (WEC 37) 3. Venceu Takeya Mizugaki (WEC 40) |
| 4 | Brian Bowles   | 9 de agosto de 2009 (WEC 42)     | Las Vegas,   | Nocauteou Miguel Torres    | |
| 5 | Dominick Cruz  | 6 de março de 2010 (WEC 47)      | Columbus,    | Nocauteou Brian Bowles     | 1. Venceu Joseph Benavidez (WEC 50) 2. Venceu Scott Jorgensen (WEC 53)                                   |
| No WEC 53, Dominick Cruz tornou-se o primeiro campeão do peso galo do UFC, com a vitória em cima de Scott Jorgensen, devido a fusão dos eventos. |                |                                  |              |                            | |

## Torneios
| Evento | Data                  | Divisão     | Vencedor     | 2º colocado    |
| ------ | --------------------- | ----------- | ------------ | -------------- |
| WEC 13 | 22 de janeiro de 2005 | Pesado      | Brandon Vera | Mike Whitehead |
| WEC 17 | 14 de outubro de 2005 | Meio-pesado | Scott Smith  | Tait Fletcher  |

## Recordes

### Maiores vencedores em disputas de cinturão
| Vitórias | Campeão          | Divisão            | V   | E   | NC  | D   |
| -------- | ---------------- | ------------------ | --- | --- | --- | --- |
| 6        | Urijah Faber     | Pena               | 6   | 0   | 0   | 3   |
| 4        | Miguel Torres    | Galo               | 4   | 0   | 0   | 1   |
| 4        | Carlos Condit    | Meio-médio         | 4   | 0   | 0   | 0   |
| 3        | Doug Marshall    | Pesado Meio-pesado | 0 3 | 0 0 | 0 0 | 1 1 |
| 3        | Gabe Ruediger    | Leve               | 3   | 0   | 0   | 1   |
| 3        | Mike Brown       | Pena               | 3   | 0   | 0   | 1   |
| 3        | Jamie Varner     | Leve               | 3   | 0   | 0   | 1   |
| 3        | Benson Henderson | Leve               | 3   | 0   | 0   | 1   |
| 3        | Dominick Cruz    | Pena Galo          | 0 3 | 0 0 | 0 0 | 1 0 |
| 3        | Hermes França    | Leve               | 3   | 0   | 0   | 0   |
| 3        | José Aldo        | Pena               | 3   | 0   | 0   | 0   |

### Maiores sequências de defesas de cinturão
| Defesas | Lutador       | Divisão     | Data                                            |
| ------- | ------------- | ----------- | ----------------------------------------------- |
| 5       | Urijah Faber  | Pena        | 17 de março de 2006 – 5 de novembro de 2008     |
| 3       | Carlos Condit | Meio-médio  | 24 de março de 2007 – 3 de dezembro de 2008     |
| 3       | Miguel Torres | Galo        | 13 de fevereiro de 2008 – 9 de agosto de 2009   |
| 2       | Gabe Ruediger | Leve        | 21 de outubro de 2004 – 17 de março de 2006     |
| 2       | Hermes França | Leve        | 17 de março de 2006 – Dezembro de 2006          |
| 2       | Doug Marshall | Meio-pesado | 17 de agosto de 2006 – 26 de março de 2008      |
| 2       | Jamie Varner  | Leve        | 13 de fevereiro de 2008 – 10 de janeiro de 2010 |
| 2       | Mike Brown    | Pena        | 5 de novembro de 2008 – 9 de agosto de 2009     |
| 2       | José Aldo     | Pena        | 18 de novembro de 2009 – 30 de setembro de 2010 |
| 2       | Dominick Cruz | Galo        | 6 de março de 2010 – 16 de dezembro de 2010     |